# Ellis Marsalis
Elis Marsalis (ur. 14 listopada 1934 w Nowym Orleanie, zm. 1 kwietnia 2020 tamże) – amerykański pianista, muzyk jazzowy, przedstawiciel jazzu nowoczesnego. Laureat NEA Jazz Masters Award w 2011.

## Życiorys
Po studiach na Dillard University i służbie w Marine Corps (korpusie piechoty morskiej) wybrał drogę muzyka jazzowego w Nowym Orleanie. W 1974 został dyrektorem Jazz Studies at the New Orleans Center for Creative Arts, artystycznej szkoły dla młodych ludzi uzdolnionych muzycznie z całego miasta. Razem ze swoją żoną Dolores miał sześciu synów.
Zmarł 1 kwietnia 2020 na COVID-19.

## Rodzina (synowie)
- Branford Marsalis
- Wynton Marsalis
- Ellis Marsalis III
- Delfeayo Marsalis(inne języki)
- Mboya Kinyatta Marsalis
- Jason Marsalis(inne języki)

## Dyskografia
- Monkey Puzzle (1963)
- Piano Reflections (1978)
- Father and Sons (1982)
- Syndrome (1983)
- Homecoming (1985)
- The New Orleans Music (1988)
- Night at Snug Harbor (1989)
- Ellis Marsalis Trio (1990)
- Piano in (1991)
- The Classic Ellis Marsalis (reedycja Monkey Puzzle) (1991)
- Heart of Gold (1992)
- Whistle Stop (1994)
- Loved Ones (1996)